# Cnestrum lepidopes
Cnestrum lepidopes Becker, 1896 è un insetto della famiglia degli Ephydridae (Diptera: Schizophora). È l'unica specie del genere Cnestrum Becker, 1896.

## Descrizione
Gli adulti hanno corpo di piccole dimensioni, lungo 2-2,5 mm, livrea di colore nero con riflessi lucenti e metallici, tegumento grossolanamente punteggiato e corrugato, specie sull'addome.
Antenne con pedicello portante una setola spiniforme dorsale e con arista pettinata. Faccia non carenata e quasi completamente glabra, provvista solo di due serie verticali di setole facciali. Postgene rivestite da setole scure e con margine posteriore formante un angolo ottuso con l'occipite. Apparato boccale con prelabio piuttosto sporgente. 
Chetotassi del torace priva di setole dorsocentrali presuturali e setole acrosticali prescutellari, zampe anteriori con femori sottili e tibie prive di sperone apicale, ali ialine, con costa estesa fino alla terminazione della media. 
Addome fortemente convesso, apparentemente composto di tre soli uriti per la marcata riduzione del primo e del quinto. Tergiti con i margini laterali revoluti.

## Distribuzione
Cnestrum lepidopes è una specie endemica dell'Europa, segnalata in Gran Bretagna e in diverse regioni dell'Europa centrale, dalla Romania alla Polonia e alla Germania.